# Caterina Mancini
Caterina Mancini (Genzano di Roma, Italia, 10 de noviembre de 1924-Roma, Italia, 21 de enero] de 2011) fue una soprano dramática italiana, activa en los escenarios en la década de 1950.
Debutó en Florencia en 1948, como Giselda en I Lombardi, luego en Boloña y Venecia y en La Scala de Milán, en Lucrezia Borgia  en 1951.
Cantó en Francia y España y como Amelia en Un ballo in maschera, Don Carlo, La Gioconda, Cavalleria rusticana y Tosca.

## Discografía
- Rossini - Mosè in Egitto - Nicola Rossi-Lemeni, Giuseppe Taddei, Mario Filippeschi, Caterina Mancini, Bruna Rizzoli - Teatro di San Carlo, Tullio Serafin.
- Donizetti - Il duca d'Alba - Giangiacomo Guelfi, Caterina Mancini, RAI di Roma, Fernando Previtali.
- Verdi - Nabucco - Paolo Silveri, Antonio Cassinelli, Caterina Mancini- RAI di Roma, Fernando Previtali.
- Verdi - Ernani - Gino Penno, Caterina Mancini, Giuseppe Taddei, Giacomo Vaghi -  RAI di Roma, Fernando Previtali.
- Verdi - Attila - Italo Tajo, Giangiacomo Guelfi, Caterina Mancini, Gino Penno - RAI di Milano, Carlo Maria Giulini.
- Verdi - La battaglia di Legnano - Caterina Mancini, Amedeo Berdini, Rolando Panerai, Albino Gaggi - RAI di Roma, Fernando Previtali.
- Verdi - Il trovatore - Giacomo Lauri-Volpi, Caterina Mancini, Miriam Pirazzini, Carlo Tagliabue- RAI di Torino, Fernando Previtali.
- Verdi - Aida - Caterina Mancini, Mario Filippeschi, Giulietta Simionato, Rolando Panerai, Giulio Neri -  RAI di Roma, Vittorio Gui.